# Louis-Aimé Lejeune
Pour les articles homonymes, voir Lejeune.
Louis-Aimé Lejeune est un sculpteur français né le 22 janvier 1884 à Livet-sur-Authou (Eure) et mort à Paris le 7 avril 1969.

## Biographie

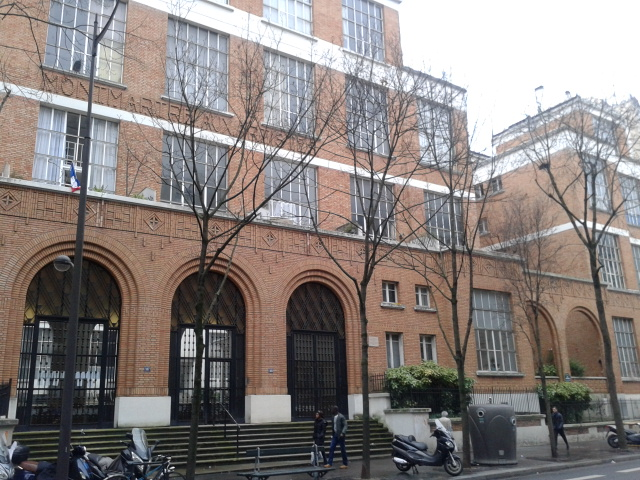
Cité Montmartre-aux-artistes, 189, rue Ordener à Paris.

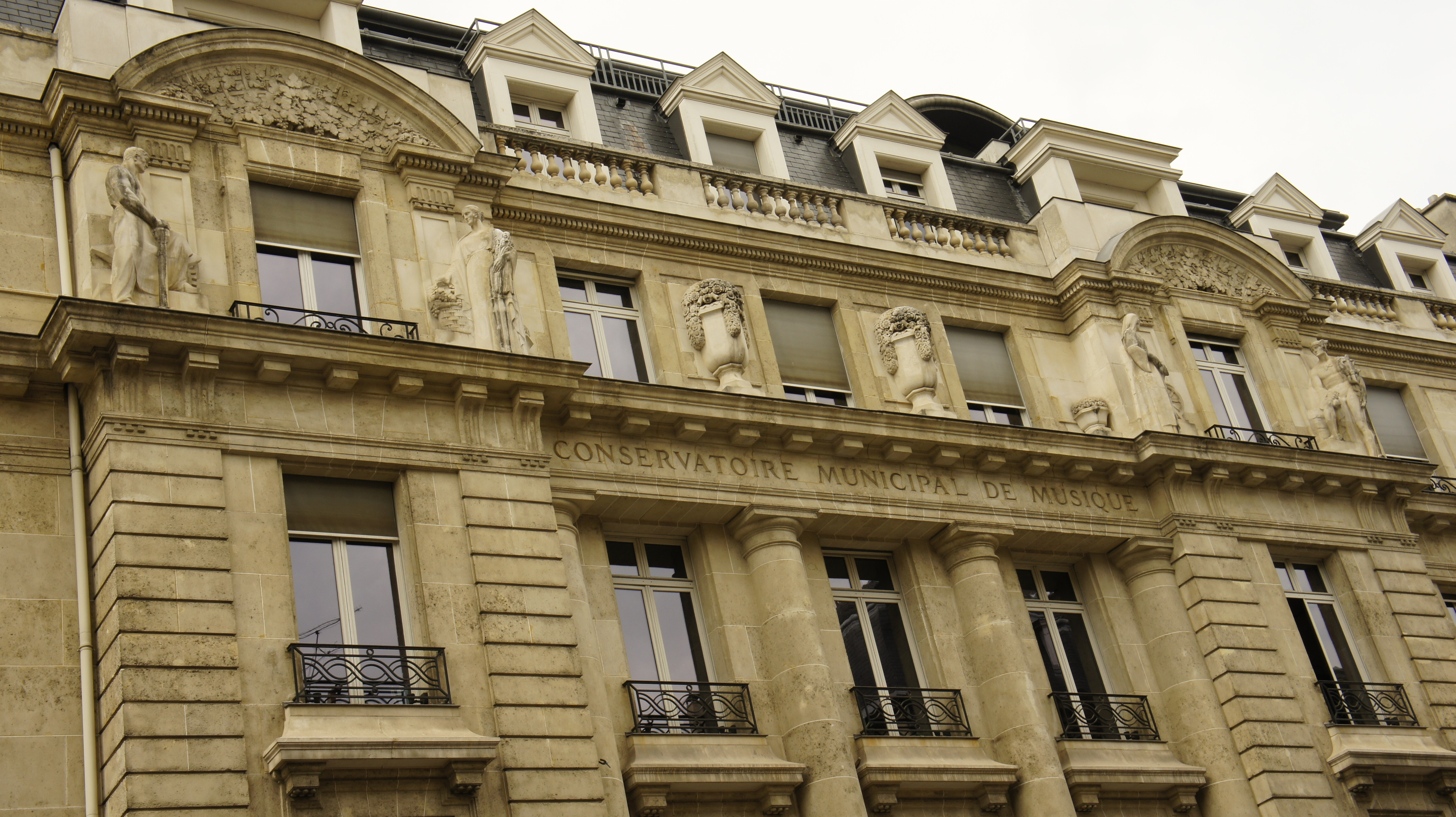
Figures allégoriques du frontispice de l'ancien conservatoire de musique, 14, rue Carnot à Reims.

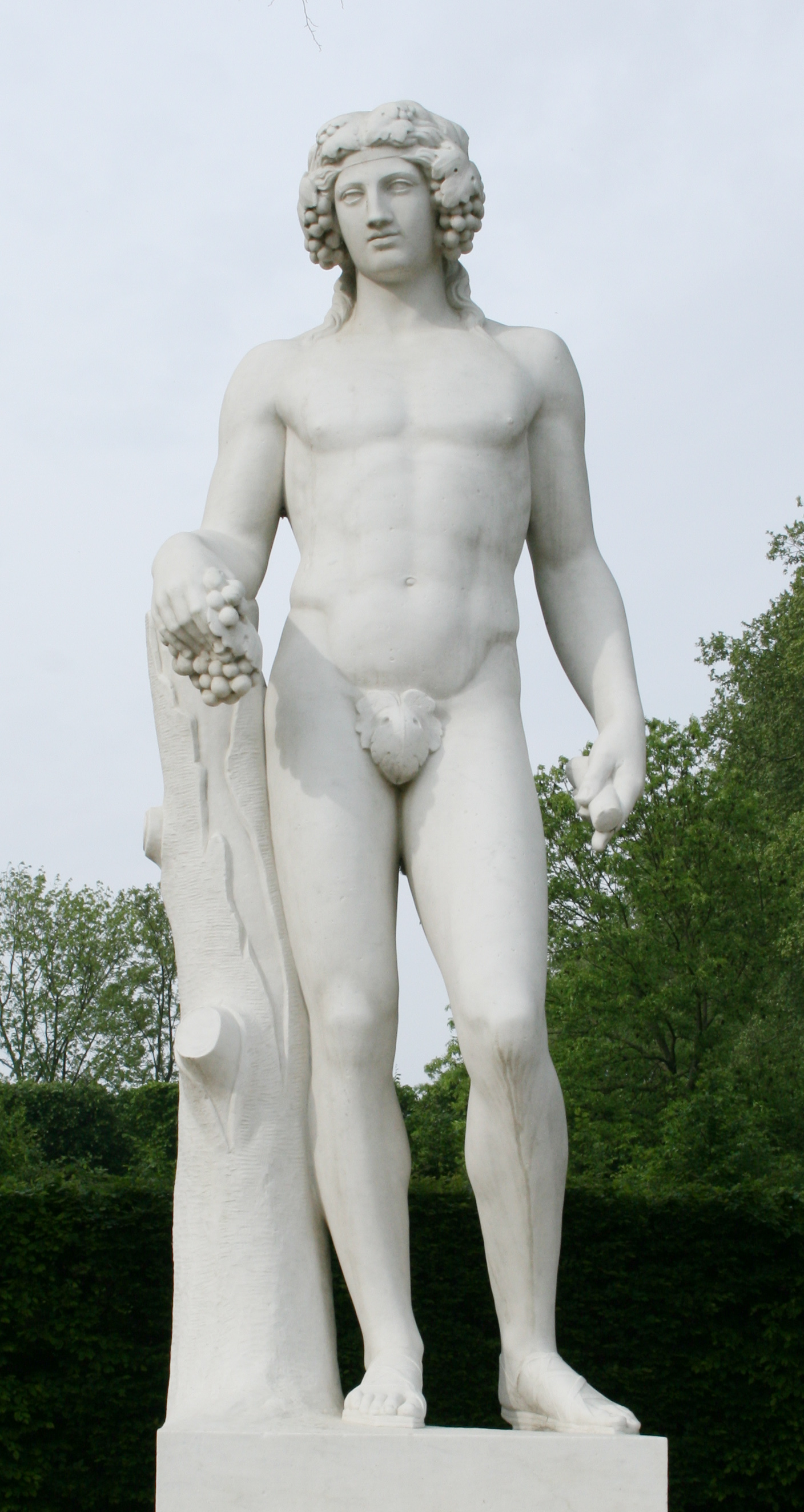
En collaboration avec René Grégoire, Bacchus appuyé sur un tronc d'arbre et tenant une grappe de raisin, parc du château de Versailles, bassin d'Apollon.

Louis-Aimé Lejeune naît le 22 janvier 1884 à Livet-sur-Authou dans l'Eure. Il est le fils d'un ébéniste et décorateur. Durant son adolescence, il étudie le dessin à l'école Bernard-Palissy de Paris. Il reçoit ensuite une bourse pour étudier à l'École nationale supérieure des beaux-arts dans les ateliers de Gabriel-Jules Thomas et de Jean-Antoine Injalbert. L'histoire de la ville d'Évreux restitue que le jeune artiste lui fait don de l'une de ses œuvres en août 1906.
Lauréat du prix de Rome en 1911 avec le bas-relief Oreste et Électre endormis, il devient pensionnaire de la villa Médicis à Rome de 1911 à 1914. En 1915, il entretient une correspondance avec Lili Boulanger dont le séjour romain coïncide avec sa dernière année à l'Académie. Il se consacre à l'enseignement de la sculpture. Il a notamment pour élève l'orfèvre et sculpteur Jean Puiforcat (1897-1945).
En 1926, il voyage en Californie pour compléter un portrait en buste d'Horace Huntington. La mécène californienne Anita Baldwin lui commande la sculpture Je n'oublierai pas (1930) et une fontaine en bronze à l'entrée d'Anoakia, la maison d'Arcadia. Il est très apprécié au début du XXe siècle. Les musées européens et américains collectionnent ses œuvres. Le Metropolitan Museum of Art de New York possède un Éphèbe de 1927.
En 1924, il rassemble autour de lui un groupe d'artistes avec lesquels il fonde la société d'habitations à bon marché « Montmartre aux artistes » à l'origine de la cité éponyme du 189, rue Ordener — « il rêvait d'en faire un phalanstère », évoque Frédéric Brillet, « faisant la part belle à la vie communautaire avec des salles d'exposition et de conférence, une bibliothèque et une coopérative » — dont le projet est soutenu par Jean Varenne, conseiller du quartier des Grandes-Carrières dans le 18e arrondissement de Paris au nord de la butte Montmartre, et créée par son ami l'architecte Adolphe Thiers,.
En 1927, Adolphe Thiers réalise l'hôtel particulier du sculpteur dans le style Art déco. L'immeuble, inscrit à l'inventaire supplémentaire des monuments historiques est situé au 28, avenue Junot et au 22, rue Simon-Dereure sur la butte Montmartre. En 1937, il réalise une sculpture de Flore, pour la terrasse inférieure du palais de Chaillot, restructuré pour l'Exposition universelle, à l'entrée des jardins du Trocadéro, faisant pendant à la Pomone de Robert Wlérick.
Louis-Aimé Lejeune participe en novembre 1941, avec Paul Belmondo, Henri Bouchard, André Derain, Charles Despiau, Kees van Dongen, André Dunoyer de Segonzac, Othon Friesz, Paul Landowski, Raymond Legueult, Roland Oudot et Maurice de Vlaminck, au « voyage d'études » en Allemagne, organisé par Arno Breker et l'ambassadeur d'Allemagne en France, Otto Abetz, de peintres et de sculpteurs français acceptant de partir visiter les hauts lieux de la culture allemande ainsi que des ateliers d'artistes. Ce voyage qui est alors présenté au groupe comme devant favoriser la libération d'artistes français prisonniers est en réalité largement exploité par la propagande du Troisième Reich.
Il est élu membre de l'Académie des beaux-arts en 1941.
Lejeune meurt le 7 avril 1969 à Paris. C'est sur le lieu-même de son atelier, au 22, rue Simon-Dereure, que celui-ci est dispersé aux enchères par Maître Tailleur, commissaire-priseur à Paris, le 22 septembre 1978.

## Œuvres

### Publication
- Notice sur la vie et les œuvres de Jean Boucher (1870-1939), Institut de France, Académie des beaux-arts, 1943.

### Collections publiques

#### Sculptures dans l'espace public

##### France
- Monument aux morts de Beaumont-le-Roger, 1921[14].
- Monument aux morts de Bernay, 1921[15],[16].
- Monument aux morts de Villers-Farlay, 1921[17].
- Monument aux morts de Serquigny.
- Flore, 1937, statue, terrasse inférieure du palais de Chaillot, Paris.
- L'Industrie, L'Agriculture, [?] et Le Commerce, statues allégoriques ornant le frontispice de l'ancien conservatoire municipal de musique (aujourd'hui Caisse d'épargne), 14, rue Carnot, Reims, immeuble réalisé par l'architecte Émile Dufay-Lamy entre 1922 et 1924[18].
- Bacchus appuyé sur un tronc d'arbre et tenant une grappe de raisin, 1926, statue de marbre en collaboration avec René Grégoire, 201 cm, parc du château de Versailles, demi-lune du bassin d'Apollon[19].

##### États-Unis
- Arcadia, Arboretum et jardin botanique du comté de Los Angeles : Je n'oublierai pas (mémorial Elias Jackson Baldwin (en)), 1930[20],[7].

#### Musées

##### France
- Gargenville, Les Maisonnettes : Nadia Boulanger, 1910, buste en terre cuite[21].
- Paris :
  - Cité de la musique : Portrait de Stéphane-Raoul Pugno lisant une partition, 1921, bas-relief en bronze, 69 × 86 cm[22].
  - École nationale supérieure des beaux-arts[23] :
    - Figure modelée d'après nature, 1908 ;
    - Le Défi, 1909 ;
    - Oreste et Électre endormis, 1911, bas-relief en plâtre[4] ;
    - Buste de Saint Jean-Baptiste, 1914.

  - musée d'Art moderne de Paris : Cupidon, vers 1933, terre cuite, 133 cm.
  - musée Cognacq-Jay : Ernest Cognacq[24] et Marie-Louise Cognacq née Jay[25], 1928, deux bustes en marbre.
  - musée national d'Art moderne : Sir Joseph Duveen, 1925, marbre.
  - Petit Palais :
    - Devant la vie, 1913, sculpture en ronde-bosse, marbre[26].
    - Edward Tuck et Julia S. Tuck, deux bustes en marbre[27].

##### États-Unis
- Hanover, Dartmouth College, Baker-Berry Library (en) : Richard Nelville Hall, tué en Alsace, mort pour la France et la liberté des nations, 1920, bas-relief en bronze, donation Edward Tuck[28].
- New York :
  - Brooklyn Museum : Sainte Thérèse[2].
  - Metropolitan Museum of Art : Éphèbe, 1927[8].

##### Suisse
- Lausanne, musée cantonal des Beaux-Arts : Femme à l'enfant, 1924[2].

#### Églises
- Paris, église Saint-Roch : Saint Roch, 1946, statue située dans le chœur.
- Reims, cathédrale Notre-Dame : Saint Jean-Baptiste de La Salle, 1951, statue.

### Collections particulières référencées
- Ancienne collection Octave Join-Lambert, bustes de ses enfants, François et Marguerite Join-Lambert, localisation inconnue[29].

Œuvres de Louis-Aimé Lejeune
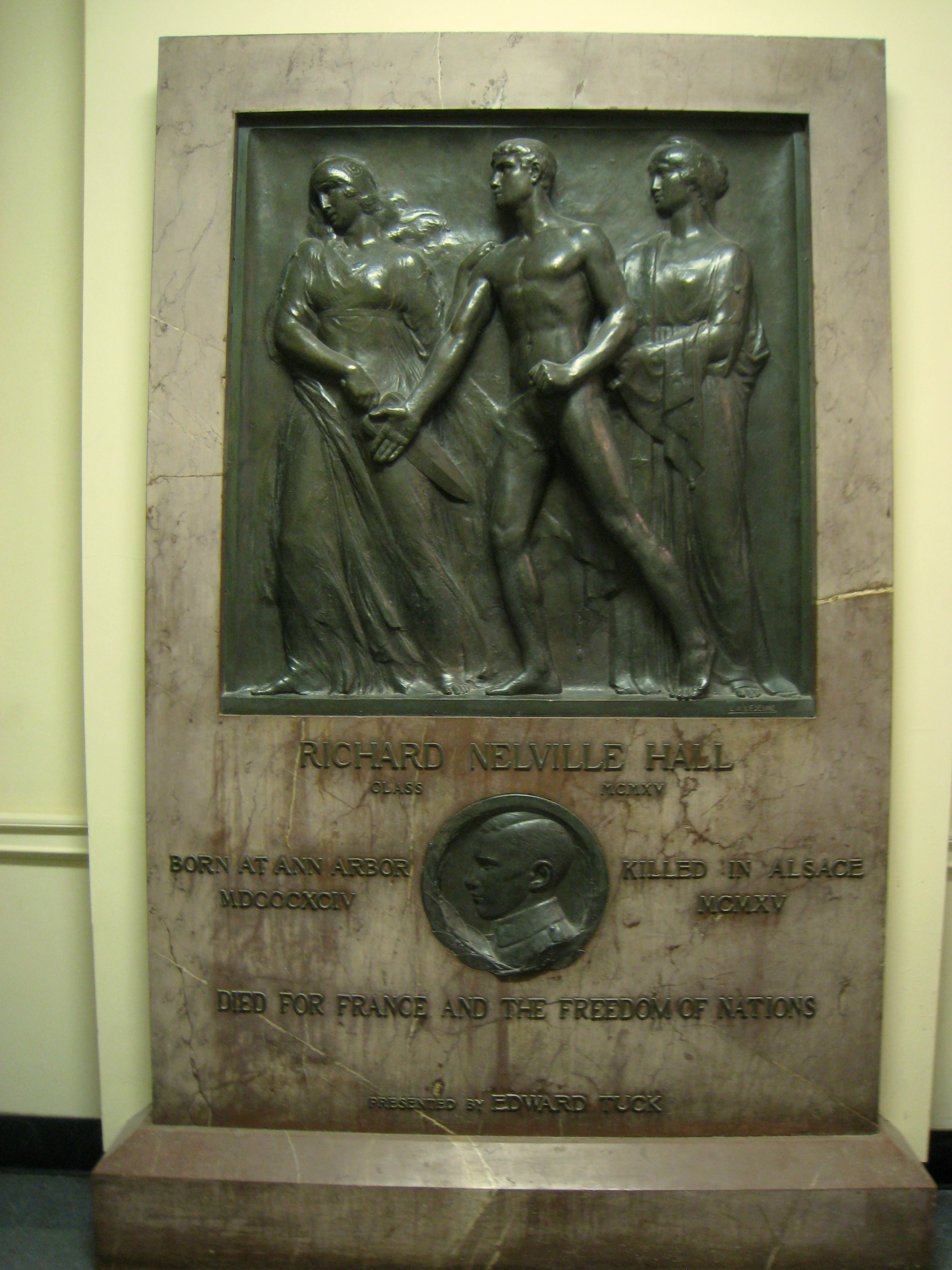
Richard Nelville Hall, tué en Alsace, mort pour la France et la liberté des nations (1920), Hanover, Dartmouth College.
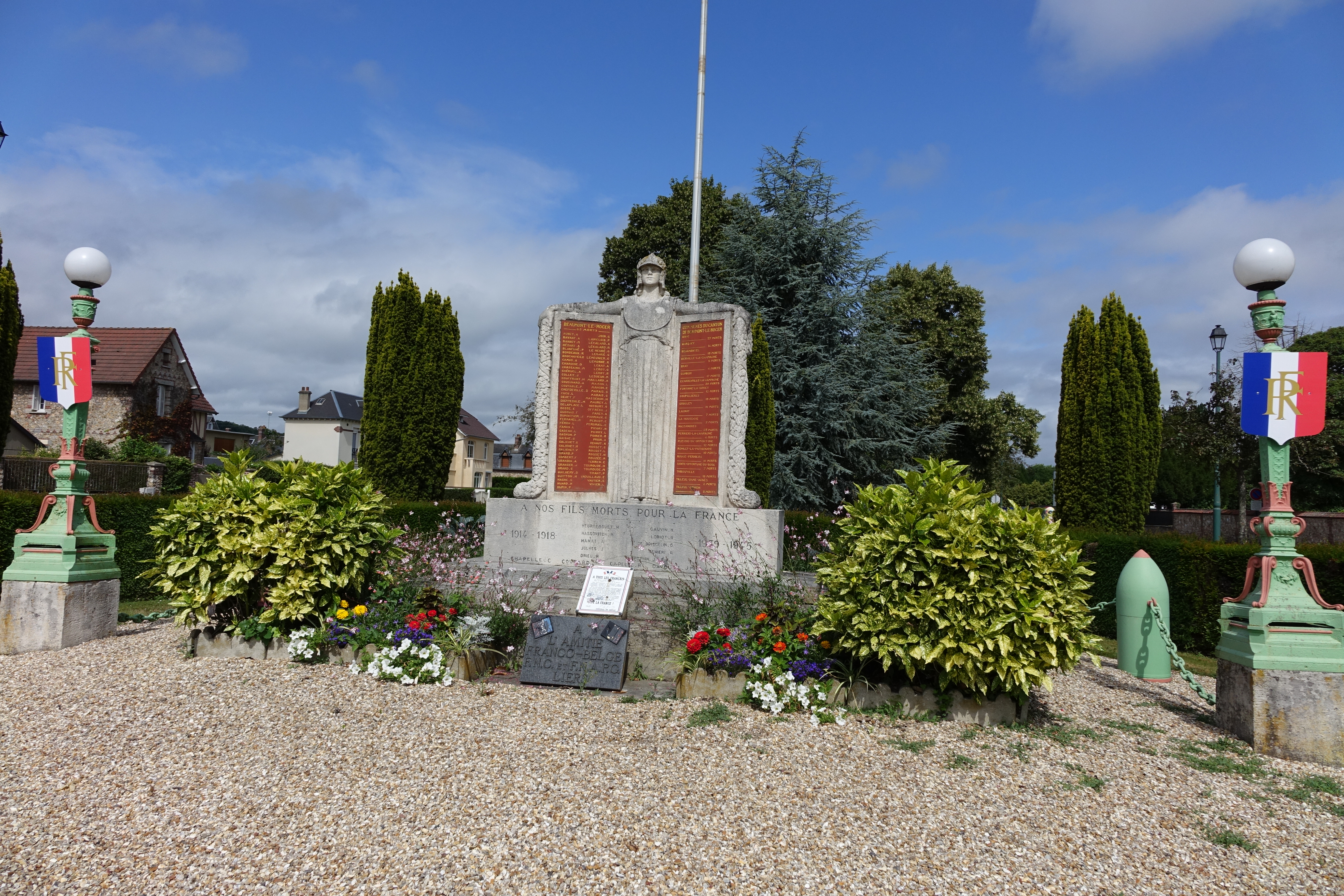
Monument aux morts (1921), Beaumont-le-Roger.
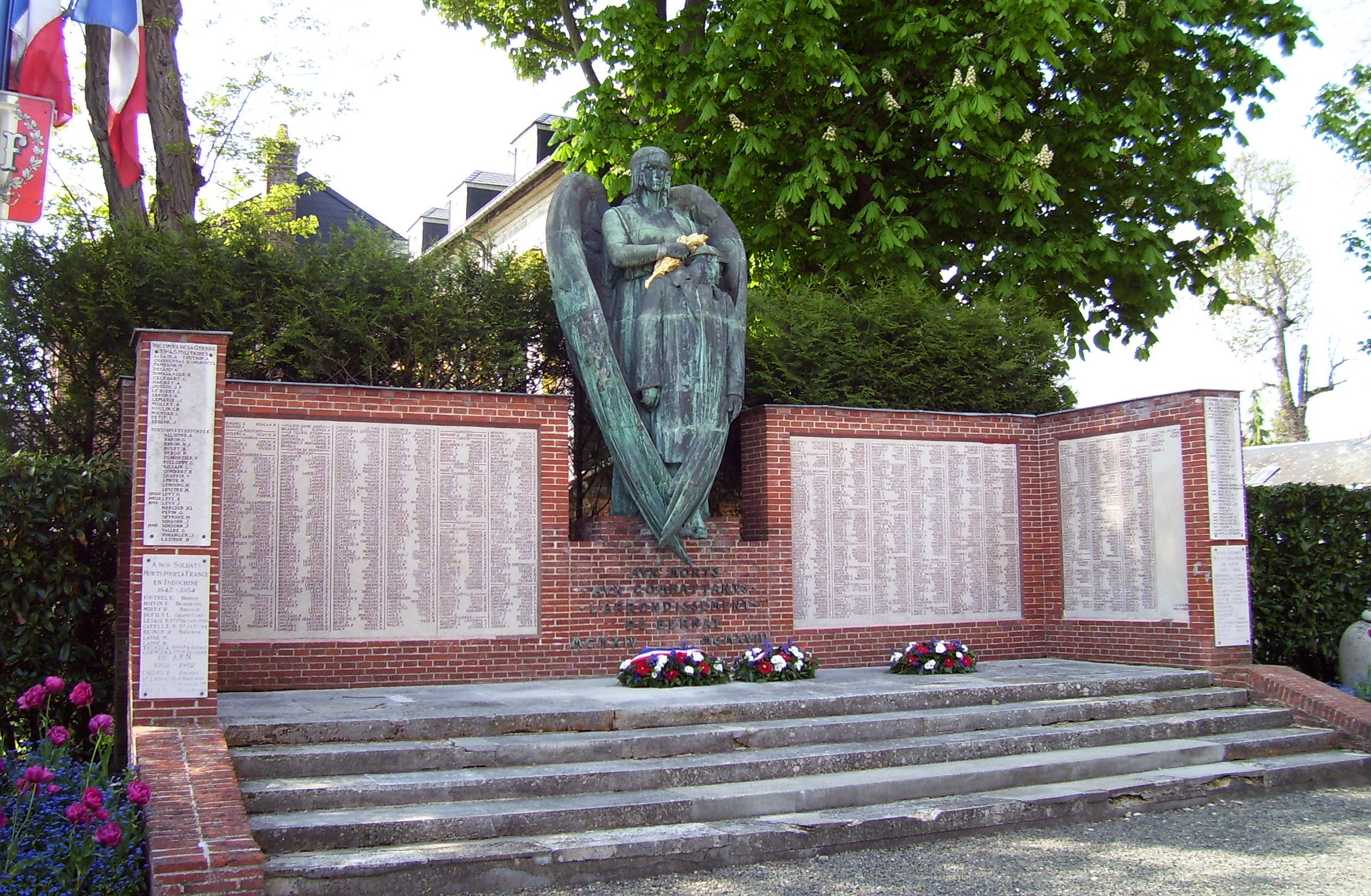
Monument aux morts (1921), Bernay.
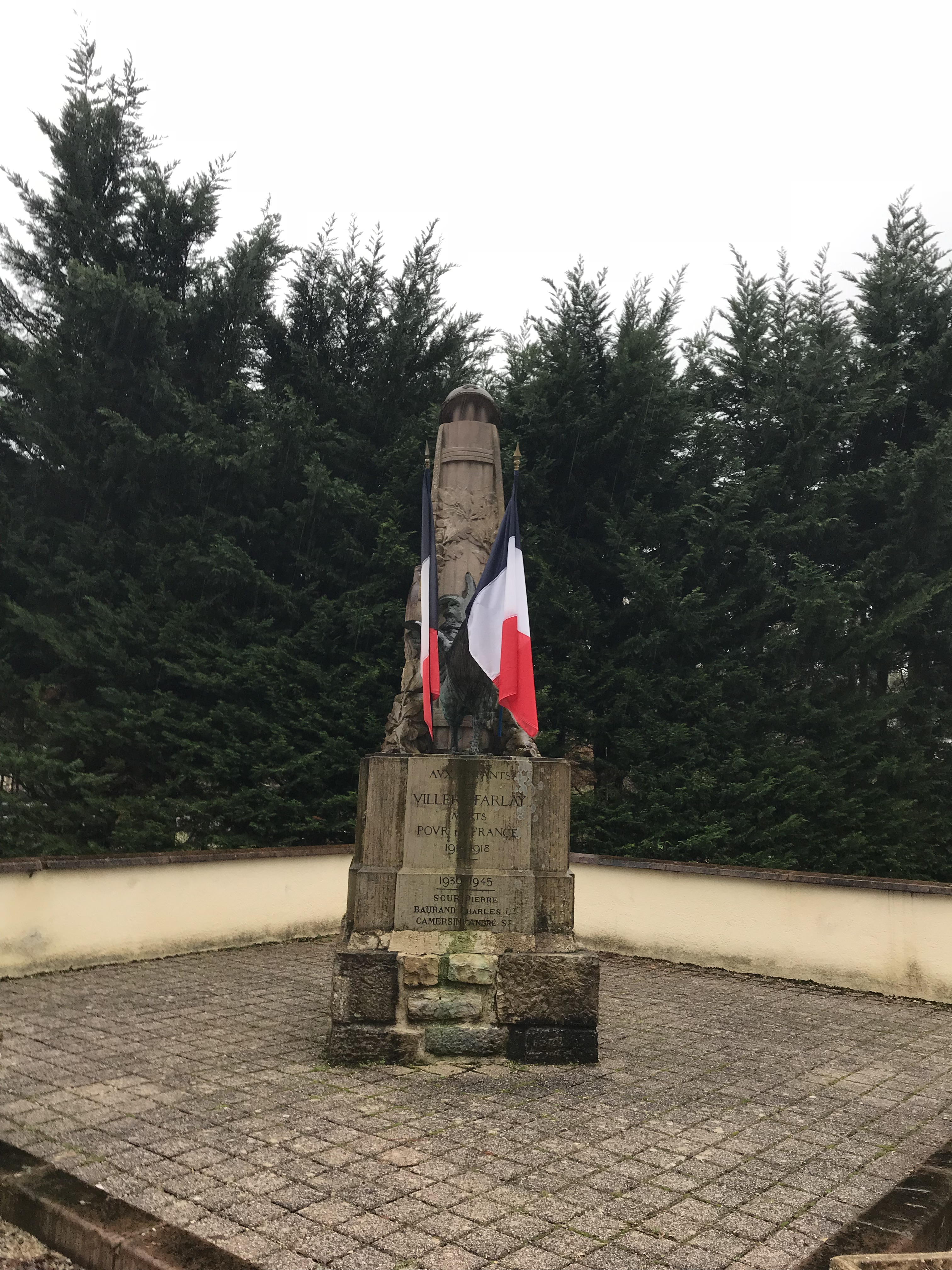
Monument aux morts (1921), Villers-Farlay
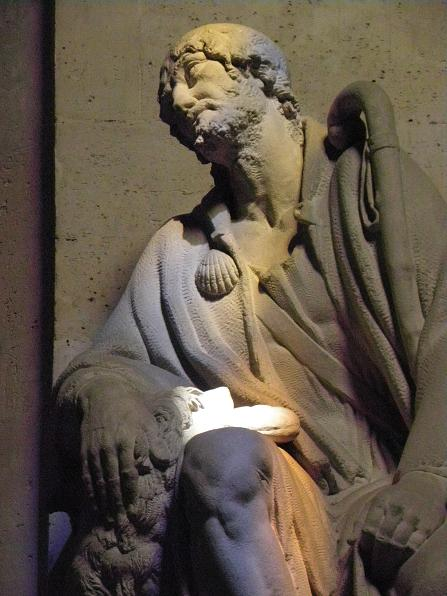
Saint Roch (1946, détail), chœur de l'église Saint-Roch de Paris.
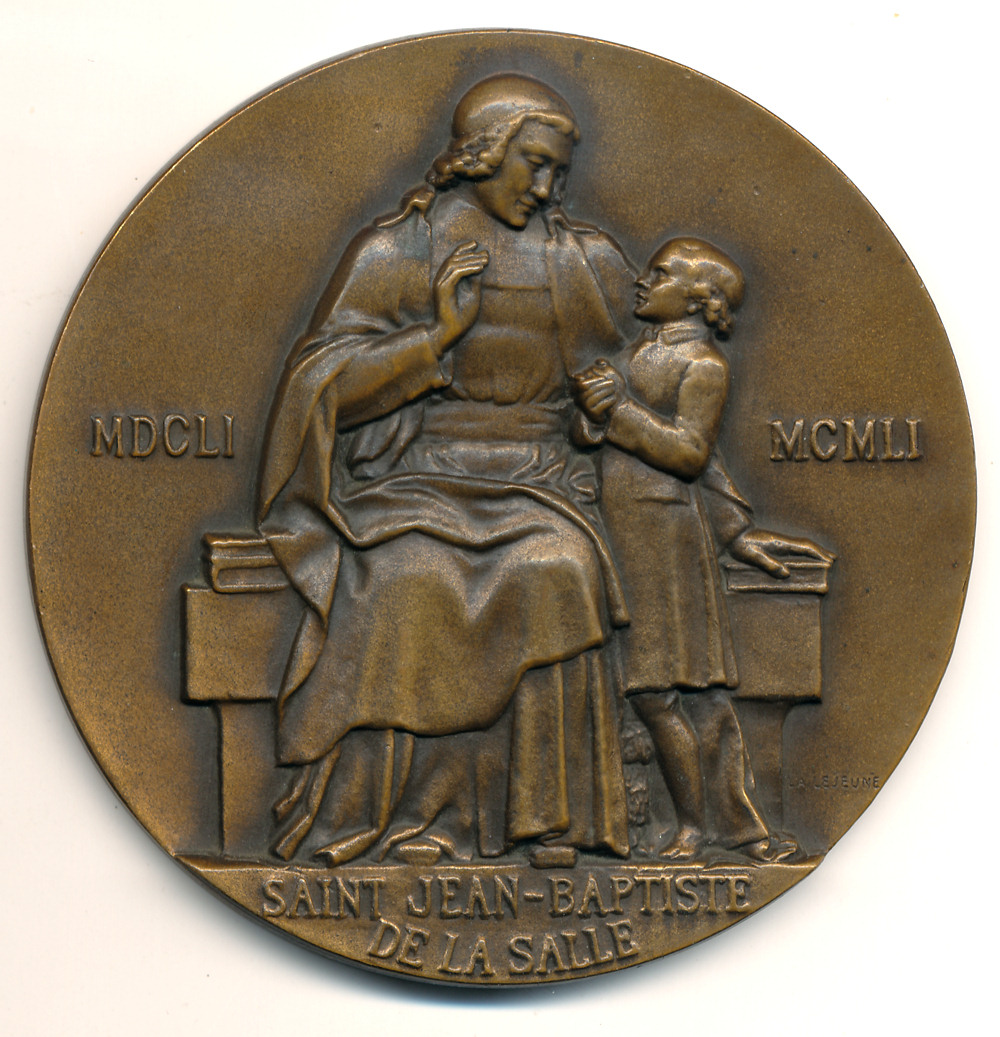
Médaille du 3e centenaire de la naissance de Saint Jean-Baptiste de La Salle (1951).

## Prix et distinctions
- Salons : médaille de troisième classe, 1911 ; médaille d'argent, 1913 ; médaille d'or, 1920[2].
- Chevalier de la Légion d'honneur en 1931[2].